# Basile Dieudonnie
Basile Dieudonnie (ur. 16 maja 1986) – czadyjski zapaśnik walczący w obu stylach. Brązowy medalista igrzysk afrykańskich w 2015 i mistrzostw Afryki w 2013 i 2014 roku.